# Étréchy (Marne)
Étréchy település Franciaországban, Marne megyében. Lakosainak száma 102 fő (2022. január 1.). Étréchy Soulières, Bergères-lès-Vertus, Val-des-Marais, Givry-lès-Loisy, Vert-Toulon és Blancs-Coteaux községekkel határos.

## Népesség
A település népességének változása:
| Lakosok száma | 113  | 98   | 134  | 120  | 119  | 108  | 108  | 105  | 104  | 102  |
|               | 1968 | 1982 | 1990 | 2006 | 2013 | 2015 | 2017 | 2019 | 2020 | 2022 |